# Seferi
Seferi su naseljeno mjesto u općini Travnik, Federacija Bosne i Hercegovine, BiH.
Nalazi se zapadno od Travnika.

## Stanovništvo

### 1991.
Nacionalni sastav stanovništva 1991. godine, bio je sljedeći:
ukupno: 527
- Muslimani - 484
- Srbi - 33
- Hrvati - 1
- Jugoslaveni - 2
- ostali, neopredijeljeni i nepoznato - 7

### 2013.
Nacionalni sastav stanovništva 2013. godine, bio je sljedeći:
ukupno: 417
- Bošnjaci - 408
- ostali, neopredijeljeni i nepoznato - 9